# Аэросъёмка
Аэросъёмка — съёмка местности с летательных аппаратов с использованием съемочных систем (приёмников информации), работающих в различных участках спектра электромагнитных волн. Различают фотографическую (аэрофотосъёмку), видео, телевизионную, тепловую, радиолокационную и многозональную аэросъёмку. Используется для картирования и поиска полезных ископаемых. Видеосъёмка с летательных аппаратов (самолёты, вертолёты, воздушные змеи, шары, беспилотники, также используются естественные и искусственные высоты: высокие здания, горы и холмы, высокие краны, птицы) используется для съёмок с высоты, для съёмок кинофильмов, видеоблогов, на войне для корректировки огня и наблюдением в реальном времени за действиями противника.